# Linkkatalog
Et linkkatalog – også kendt som et webkatalog, et indeks eller blot et katalog (engelsk: Directory) – er en webportal, som indeholder links til andre websteder på nettet.
Nogle, ofte de mindre, linkkataloger indeholder links til et begrænset antal emner og underemner. Andre linkkataloger indeholder links til stort set alle tænkelige emner, og kan derfor være meget omfattende i både kapacitet og omfang (et eksempel på et omfangsrigt linkkatalog er Dmoz – Open Directory Project). Fælles for alle linkkataloger er det, at kataloget har en hierarkisk struktur.

## Struktur
For at gøre indholdet tilgængeligt og overskueligt for brugeren, er et linkkatalog opdelt i kategorier. Hver enkelt kategori indeholder links, som er relevante for og som repræsenterer et eller flere emner. Kategorierne i et linkkatalog kan for eksempel udgøres af følgende emner:
- Edb
- Erhverv
- Fritid
- Hus og hjem
- Kultur
- Netbutikker
- Nyheder
- Regional
- Samfund
- Spil
- Sport
- Sundhed
- Videnskab

### Underkategorier
En kategori kan have en eller flere underkategorier. En underkategori opdeler den kategori, som den hører under i flere emner. Kategorien 'Edb' kan således splittes op i følgende underkategorier:
- Edb
  - Computergrafik
  - Hardware
  - Internet
  - Konsulentvirksomheder
  - Linux
  - Multimedia
  - Platforme
  - Programmering
  - Sikkerhed
  - Software
  - Undervisning

#### Flere underkategorier
En underkategori kan yderligere splittes op i endnu en underkategori:
- Edb
  - Computergrafik
    - Animeret

Fordelen ved den hierarkiske struktur er, at den bidrager til at gøre indholdet logisk og overskueligt for brugerene af linkkatalogerne; netop fordi linkene er opdelt i emner.

## Kommercielle kontra ikke-kommercielle kataloger
Nogle linkkataloger tager betaling for, at optage links i deres kataloger. Dette betyder, at links, der er optaget i kataloget, ofte er optaget fordi nogen har betalt for det. Derved er det ikke alle relevante websteder, som findes i kataloget.
Anderledes er det ofte med de ikke-kommercielle linkkataloger, som normalt optager links i deres kataloger ud fra om linkene opfylder linkkatalogets politik omkring relevans.